# HORKUD Golub
Hrvatsko obrtničko radničko kulturno-umjetničko društvo Golub (skraćeni naziv: HORKUD Golub) iz Bjelovara započelo je svoj rad 1887. godine na inicijativu mladih obrtnika i radnika. Cilj društva bila je želja za druženjem, izobrazbom te pjevanje i sviranje hrvatskih pjesama. Sjedište društva je u Bjelovaru.

## Osnivanje društva
Za prvog privremenog predsjednika društva izabran je Dragutin Kalinski, bravarski obrtnik. Na prvoj skupštini društva 6. studenoga 1887. godine izrađena su pravila društva pod nazivom Hrvatsko obrazovno obrtno radničko društvo ˝Graničar˝ no Kraljevska Vlada nije ih potvrdila. Problem s potvrđivanjem pravila nastavio se iz godine u godinu, sve do siječnja 1902. godine. Društvo je na koncu promijenilo ime u Hrvatsko obrazovno obrtno radničko društvo Golub te su im pravila potvrđena.

## Pripajanje Dvojnica
Pjevačko društvo Dvojnice nakon Drugog svjetskog rata odlučilo se spojiti sa pjevačkim društvom HORKUD Golub jer već duže vrijeme nisu imali stalnog zborovođe, prostora za probe te im je nedostajalo pjevača. Spajanje se dogodilo u svibnju 1946. godine kada je posljednji predsjednik Dvojnica, doktor Pondelak predao ukupno članstvo i inventar HORKUD-u Golub.

## Sekcije društva
Društvo djeluje kroz sekcije:
- mješoviti pjevački zbor,
- folklorni ansambl,
- tamburaški orkestar,
- folklorna igraonica
- tradicijsko tekstilno rukotvorstvo
- povijesna sekcija (pučki pjevači i barokna sekcija)